# Rottmannsberg
Rottmannsberg (mundartlich Romrschberg) ist ein Weiler östlich von Oberbrüden, einem Ortsteil der Gemeinde Auenwald im Rems-Murr-Kreis. Der Ort liegt im Naturpark Schwäbisch-Fränkischer Wald.

## Geographie
Rottmannsberg ist ein in zwei Häusergruppen geteilter Ort. Er steht in einer Rodungsinsel auf einem Westsporn der Hochebene des Naturraums Murrhardter Wald. Die umliegenden Ortschaften sind Trailhof im Norden, Hörschhof im Osten, Sechselberg im Südosten, die alle ebenfalls auf der Hochebene stehen; Lippoldsweiler im Südsüdwesten am Bergabfall, Unterbrüden im Südwesten, Mittelbrüden im Westsüdwesten und Oberbrüden im Westnordwesten vor dem Stufenrand im Tal eines Zuflusses der Weißach, das schon zum Nachbarnaturraum Äußere Backnanger Bucht gehört. Bis auf den Hörschhof und Sechselberg, die zur Nachbargemeinde Althütte gehören, sind sie alle ebenfalls Teil der Gemeinde Auenwald. Die etwa ein Kilometer nordöstlich zwischen Rottmannsberg und dem Hörschhof am Mähderbach stehende Rottmannsberger Sägmühle teilt sich zwischen den beiden Gemeinden auf.

## Geschichte
Rottmannsberg ist ein sehr alter Ort. Erstmals wurde der Weiler unter dem Namen Rodegastberc erwähnt (ohne Datum). Wahrscheinlich geht der Ortsname auf einen Mann, Gründer oder Grundherr mit dem Namen Hruotgast zurück. Dies ist ein althochdeutscher Name, der aus den zwei Elementen hruot „Ruhm, Ehre“ und gast „Fremder“ zusammengesetzt ist. Letzteres entfiel im Laufe der Zeit auch bei anderen Ortsnamen, beispielsweise bei dem abgegangenen Rodmannsweiler. Aufgrund der räumlichen Nähe wäre auch ein Zusammenhang zwischen den beiden Ortschaften denkbar. 1245 erscheint der Ort in einer Urkunde von Papst Innozenz IV., mit der er Besitzungen des Augustiner-Chorherrenstifts Backnang in Rodmansperg bestätigte. Weitere Varianten sind Rodiosberg (1393), Rodimsperg (1439) und Rodigspark (1488). Rottmannsberg wurde 1439 mit der Burg Reichenberg von den Grafen Ludwig und Ulrich von Wirtenberg an die Gebrüder Peter und Wernher Nothaft von Hohenberg verpfändet. 1593 erschien Rodmansberg auf einer Karte von Georg Gadner.
Im Zweiten Weltkrieg erreichten am Abend des 19. Aprils 1945 US-Truppen die Rottmannsberger Sägmühle und besetzten am 20. April die umliegenden Ortschaften. Rottmannsberg lag nach dem Krieg in der US-Zone.
Mit der Gebietsreform 1971 kam Rottmannsberg im Zuge der Gebietsreform in Baden-Württemberg zusammen mit dem Mutterort Oberbrüden an die neu geschaffene Gemeinde Auenwald.
Im Jahr 1995 gab es aus Anlass des 750-jährigen Bestehens von Ober-, Mittel- und Unterbrüden sowie von Rottmannsberg zahlreiche Feierlichkeiten.

### Einwohnerentwicklung
- 1807/1808: 52 Einwohner[7]
- 1810: 58 Einwohner[8]
- 1835: 71 Einwohner[9]
- 1871: 85 Einwohner[10]
- 1886: 78 Einwohner[11]